# Leucanopsis louella
Leucanopsis louella är en fjärilsart som beskrevs av William Schaus 1941. Leucanopsis louella ingår i släktet Leucanopsis och familjen björnspinnare. Inga underarter finns listade i Catalogue of Life.